# Alap (Hungría)
Alap es un pueblo del condado de Fejér, Hungría.